# Вулиця Шевченка (Севастополь)
Вулиця Шевченка (крим. Şevçenka soqağı) — вулиця в Гагарінському районі Севастополя, в 5 мікрорайоні.
Названа на честь Тараса Григоровича Шевченка.

## Події
13 листопада 2024 року внаслідок підриву автомобіля на вулиці загинув російський воєначальник зі складу окупаційних військ Валерій Транковський.